# Donnchad mac Domnaill Remair
Donnchad mac Domnaill Remair (m. 1089), también conocido como Donnchadh mac Domhnall Reamhair, fue rey de Leinster y Dublín a finales del siglo XI Era hijo de Domnall Remar mac Máel na mBó. Donnchad murió en 1089.

## Vida
En 1071, los Anales de los Cuatro Maestros revelan un conflicto entre los Uí Cheinnselaig, ya que esta fuente informa de que Donnchad luchó contra su primo Domnall mac Murchada meic Diarmata (m. 1075).
El año siguiente, en el periodo inmediatamente posterior a la muerte del tío de Donnchad, Diarmait mac Máel na mBó, Rey de Leinster, Toirdelbach Ua Briain, Rey de Munster (m. 1086) invadió Leinster, y atacó Dublín. Allí, en el reino costero,  capturó a los hijos de Domnall Remar, incluido el propio Donnchad. Si creemos a los Anales de Inisfallen, los Dublineses entonces entregaron el trono a Toirdelbach. Durante un tiempo Toirdelbach aparentemente permitió que Dublín fuera gobernado en su nombre por Gofraid mac Amlaíb meic Ragnaill, Rey de Dublín (m. 1075). Aun así, en 1075 Toirdelbach expulsó definitivamente a Gofraid para nombrar a Domnall como rey de Dublín, y permitió a Donnchad gobernar Leinster. Desafortunadamente para Toirdelbach, Domnall murió poco después, y Toirdelbach le reemplazó con su hijo propio, Muirchertach (m. 1119).
Donnchad tomó control de Dublín en 1086, tras la muerte de Toirdelbach, y gobernó Dublín y Leinster hasta 1089. En 1087, Muirchertach, ahora Rey de Munster, hizo movimientos para recuperar el control de Dublín, y ganó una batalla en Ráith Etair, al norte del Río Liffey. Dos años más tarde Muirchertach consiguió obtener la ciudad, ya que los Anales de los Cuatro Maestros registran la muerte de Donnchad a manos de Conchobar Ua Conchobair Failge, Rey de Uí Failge. Muirchertach fue incapaz de conservar la ciudad, perdiéndola contra Gofraid Crobán, Rey de las Islas (m. 1095) aproximadamente dos años más tarde.

## Citas
1. ↑  Bradley (1988) p. 59.
2. ↑  Annals of the Four Masters (2013a) § 1071.12; Annals of the Four Masters (2013b) § 1071.12; Duffy (1992) p. 101.
3. ↑  Duffy (1992) p. 101.
4. ↑  Annals of Inisfallen (2010) § 1072.4; Annals of Inisfallen (2008) § 1072.4; Duffy (1992) p. 101.
5. ↑  Duffy (1992) p. 102.
6. ↑  Hudson (2005) p. 178.
7. ↑  Annals of the Four Masters (2013a) § 1089.5; Annals of the Four Masters (2013b) § 1089.5; Zumbuhl (2005) p. 248.